# DAPI

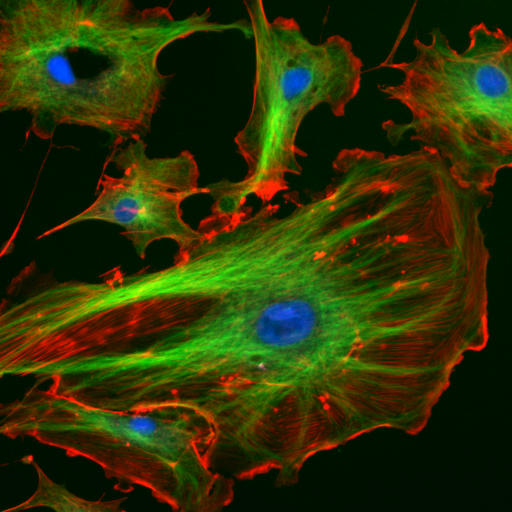
Epiteliální buňky s DNA obarveným modře pomocí DAPI a cytoskeletem obarveným zeleně a červeně pomocí imunofluorescence.

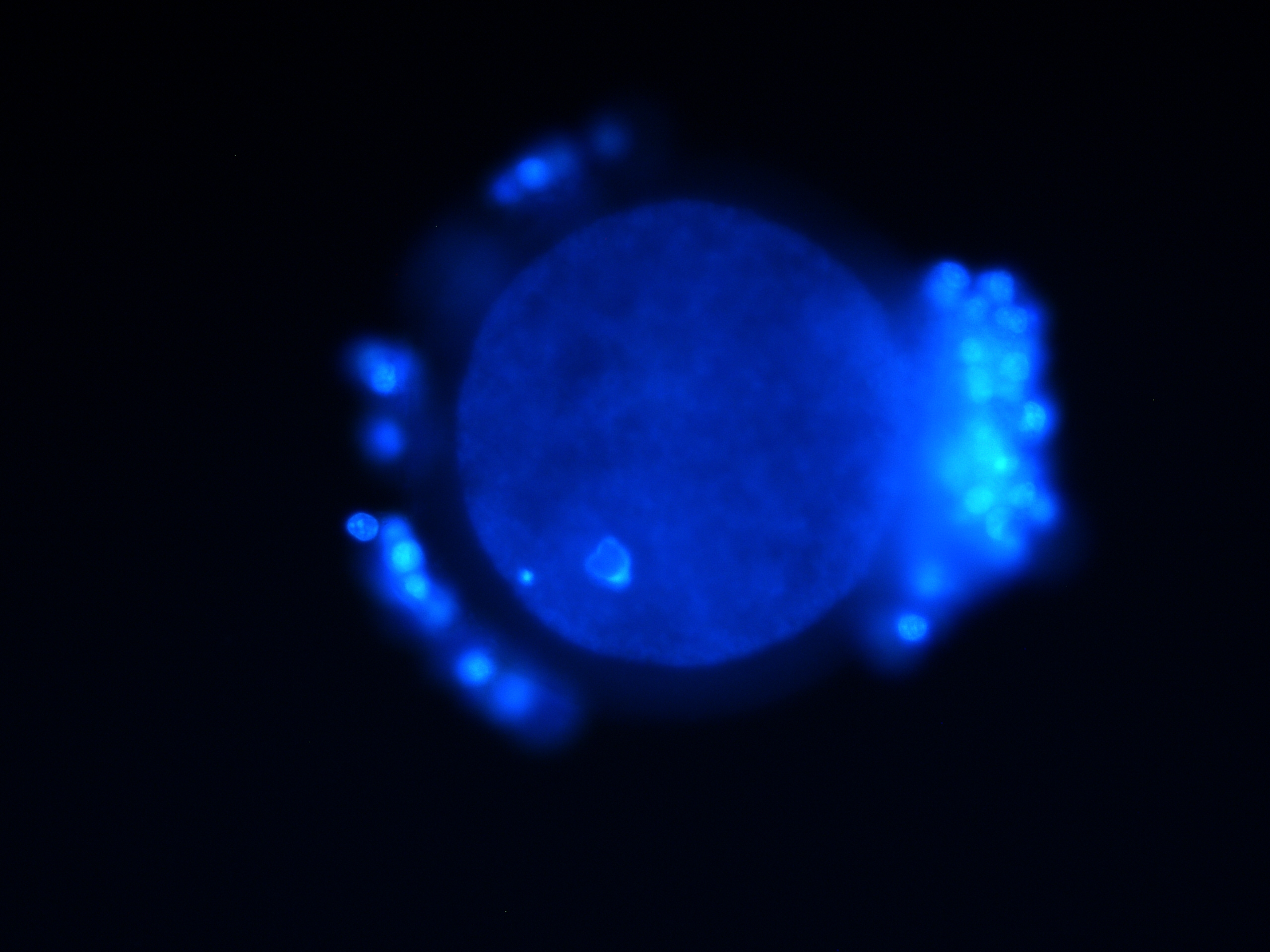
Prasečí oocyt obklopený folikulárními buňkami pod fluorescenčním mikroskopem (obarveno DAPI).

DAPI (4',6-diamidin-2-fenylindol) je fluorescenční barvivo, které se pevně váže na AT bohaté oblasti v DNA. DAPI se pro svou silnou fluorescenci a schopnost procházet buněčnou membránou běžně používá ve fluorescenční mikroskopii pro obarvení buněčných jader.
DAPI bylo poprvé syntetizováno roku 1971 v laboratoři Otto Danna při hledání léků proti trypanosomiáze, a i když jako lék nebylo používáno, výzkum DAPI ukázal, že se velmi silně váže na DNA a po vazbě fluoreskuje, což roku 1975 vedlo k objevu mitochondriální DNA při ultracentrifugaci.

## Mechanismus fluorescence

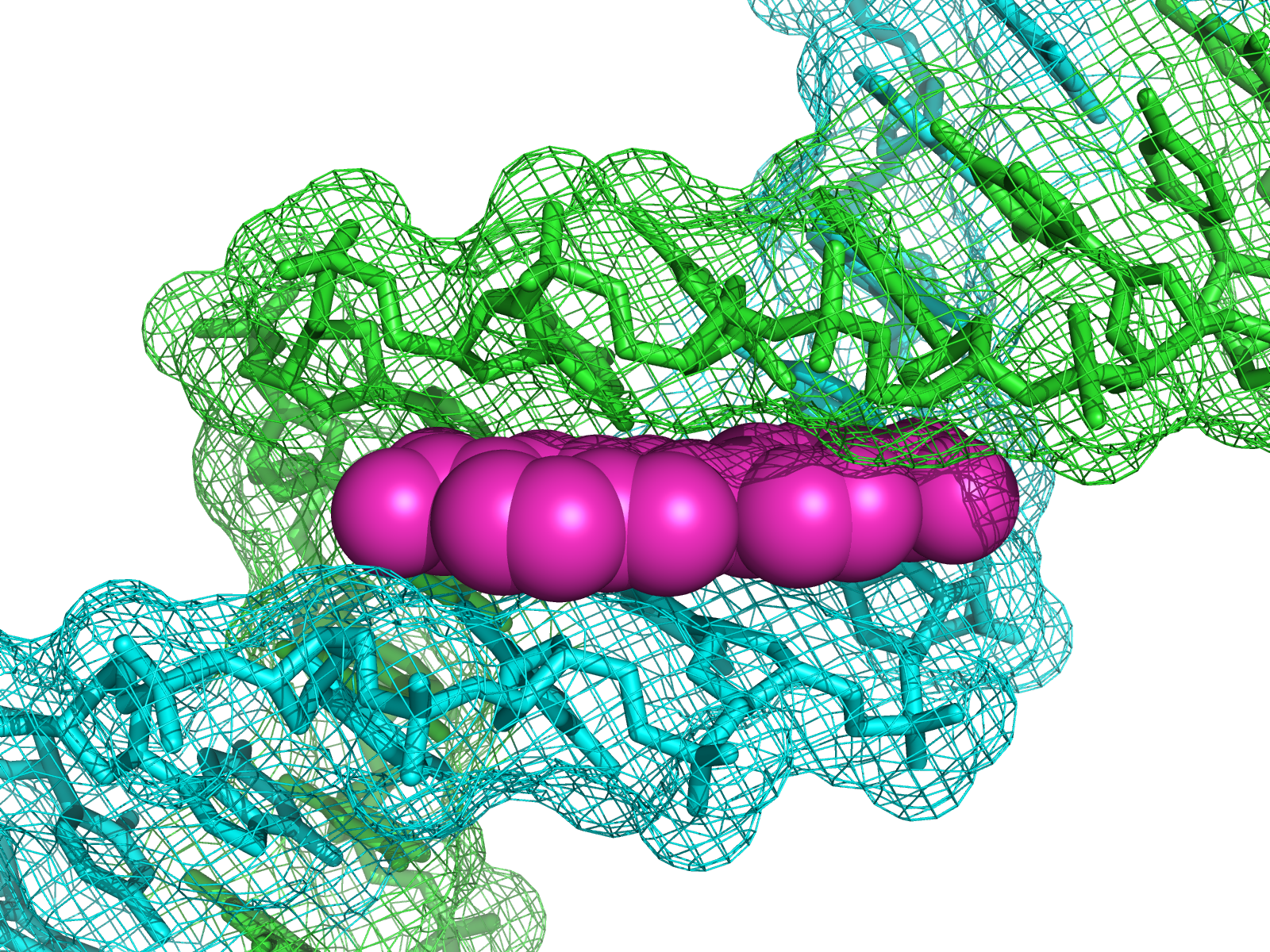
DAPI (magenta) vázaná v malém žlábku DNA. PDBID:1D30

Po vazbě DAPI na DNA se až 20× zesiluje intenzita fluorescence, protože nedochází ke zhášení fluorescence molekulami vody v roztoku. Při vazbě na dvouvláknovou DNA má DAPI excitační maximum při 358 nm (ultrafialové světlo) a emisní maximum při 461 nm (modrá). DAPI se váže nejsilněji na úseky DNA bohaté na AT, kde se váže v poměru 1 molekula DAPI na 3 AT-páry. Kromě toho se DAPI může vázat i na RNA, i když fluorescence je výrazně slabší a emisní maximum je posunuto k 500 nm.